# Serécourt
Serécourt è un comune francese di 98 abitanti situato nel dipartimento dei Vosgi nella regione del Grand Est.

## Storia

### Simboli
Il comune non ha adottato nessuno stemma ufficiale. Gli viene attribuito quello dell'antica famiglia Deuilly (fasciato d'oro e di nero di otto pezzi), ma non risulta approvato dalla giunta municipale.

## Società

### Evoluzione demografica
Abitanti censiti